# Дорожівський Руслан Григорович
Руслан Григорович Дорожі́вський (нар. 24 березня 1942, Надвірна, нині Івано-Франківська область, Україна) — український диригент і педагог, професор. Заслужений діяч мистецтв УРСР з 1989 року.

## Біографія
Народився 24 березня 1942 року у місті Надвірна (нині Івано-Франківська область, Україна). 1970 року закінчив Львівську консерваторію, де навчався у Миколи Колесси.
Упродовж 1972—1977 років працював диригентом Львівського театру опери та балету імені Івана Франка; у 1977—1994 роках — диригентом Київського театру опери та балету імені Тараса Шевченка. Одночасно протягом 1984—1994 років завідував кафедрою оперної підготовки Київської консерваторії. У 1994—1995 роках працював в Оперному театрі Анкари.
У 1995—1999 роках — генеральний директор та художній керівник Львівського театру опери та балету імені Івана Франка, одночасно з 1995 року викладав у Вищому державному музичному інституті імені Миколи Лисенка у Львові. З 1999 року — професор кафедри музичного мистецтва Інституту мистецтв Прикарпатського університету в Івано-Франківську, де у 2003 році заснував і відтоді очолює навчальний симфонічний оркестр.

## Творчість
Як диригент брав участь у постановках
опер
- «Запорожець за Дунаєм» Семена Гулака-Артемовського;
- «Пікова дама» Петра Чайковського;
- «Вертер» Жуля Массне;
- «Галька» Станіслава Монюшка;
- «Сорочинський ярмарок» Модеста Мусоргського;
- «Таємний шлюб» Доменіко Чімароза;
- «Богема», «Мадам Баттерфляй», «Тоска» Джакомо Пуччіні;

балетів
- «Чарівний сон» на музику Миколи Лисенка;
- «Легенда про любов» Аріфа Мелікова;
- «Коппелія» Лео Деліба.